# ابن خطيب داريا
ابن خطيب دَارَيَّا (745 - 811 هجريًا) هو: مُحَمَّد بن أَحْمد بن سُلَيْمَان بن يَعْقُوب بن عَليّ بن سَلامَة بن عَسَاكِر بن حُسَيْن بن قَاسم ابْن مُحَمَّد بن جَعْفَر، الْأنْصَارِيّ الخزرجي، جلال الدين أَبُو الْمَعَالِي، الدِّمَشْقِي الشَّافِعِي،  أديب شاعر مفنن،  كان شاعر دمشق في عصره. ولد في  لَيْلَة الْأَرْبَعَاء ثَالِث ربيع الأول في دمشق سنة 745 هـ، توفي فِي ربيع الأول أَو صفر سنة 811هـ في بيسان.

## حياته
قال الشعر في صباه، ومدح جماعات من الأمراء والعلماء، واشتغل بالفقه والعربية واللغة وفنون الْأَدَب وَغَيرهَا من الْعُلُوم الْعَقْلِيَّة، وشارك فِي العقليات والنقليات وَكثر استحضاره للغة وَعرف بوفور الذكاء وَصِحَّة التَّصَوُّر حَتَّى قيل إِنَّه لفرط ذكائه كَانَ يقتدر على تَصْوِير الْبَاطِل حَقًا وَعَكسه وَلذَا كَانَ متلاعبا بالأكابر متصرفا بِلِسَانِهِ فِي الْكَلَام كَيفَ شَاءَ وَيسْتَعْمل إِذا قصد ذَلِك نوعا من الْكَلَام يُسَمِّيه «سرياقات» وَهُوَ عبارَة عَن كَلَام منسجم تفهم مفرداته أما تراكيبه فمهملة يتحير سامعها لِخُرُوجِهِ من علم إِلَى علم بِحَيْثُ يظنّ أَنه سرد جَمِيع الْعُلُوم. وكان الغالب عَلَيْهِ المجون والهزل مَعَ تقدمه جدا فِي فنون الْأَدَب حَتَّى صَار شَاعِر الشَّام فِي وقته بِدُونِ مدافع وَلَكِن لم تكن طبقته فِي النثر عالية وقد طلب الحديث بنفسه كثيرا، وسمع من القلانسي ومن بعده، ولازم الشيخ مجد الدّين الشّيرازي صاحب اللغة وصاهره، وسمع ابن حجر العسقلاني من شعره ومن حديثه، وكان بعد الفتنة أقام بالقاهرة مدة في كنف ابن غراب، ثم رجع إلى بيسان من الغور الشامي فسكنها، وكان له بها وقف.

## آثاره ومصنفاته
من مصنفاته:
- «الإمتاع في الإتباع».  مرتب على الحروف
- «الإمداد في الأضداد»
- «ملاذ الشواذ»، في شواذ القرآن اللغوية
- «اللغة» مرتب على الحروف وخاتمه فِي النَّوَادِر والنكت
- «أنموذج مراسلات» من إنشائه
- «رونق المحدث»، أرجوزة ضمنها أسماء رواة الحديث من الصحابة وعدد ما رواه كل منهم من الأحاديث
- «تحصيل الادوات بتفصيل الوفيات» في بيان من علم محل موته من الصحابة
- «مطالب المطالب» في معرفة تعليم العلوم
- «شرح ألفية ابن مالك» في النحو، سماها: «طرح الخصاصة بشرح الخلاصة«، مزج فِيهِ الْمَتْن مَعَ الشَّرْح
- «ديوان شعره» صدّره بمقدمة من إنشائه
- «محبوب الْقُلُوب»
- «طرف اللسان بطرق الزمان» بِفَتْح الطَّاء فِي الأولى ذكر فِيهِ أَسمَاء الْأَيَّام والشهور الْوَاقِعَة فِي اللُّغَة أَجَاد فِيهِ
- «نهاية الأمنيات في الكلام على حديث الأعمال بالنيات»